# Матанбаал III
Матанбаал III (д/н — бл. 670 до н. е.) — цар міста-держави Арвад близько 701—670 років до н. е.

## Життєпис
Син царя Абділіті. Посів трон близько 701 року до н. е., коли його батька було повалено внаслідок поразки антиассирійського повстання. В подальшому згадується як данник ассирійських царів. Цим забезпечив мирне існування своєї держави, а відповідно відновлення торгівельних контактів.
У 675 або 673 році до н. е. разом з іншими фінікійськими царями відправляв будівельні матеріали, ймовірно, насамперед кедр і сосну, для зведення нового царського палацу Асаргаддона в Ніневії. Помер близько 670 року до н. е. Йому спадкував син Якінлу.